# Jaroslav Hlinka
Jaroslav Hlinka (* 10. November 1976 in Prag) ist ein tschechischer Eishockeyspieler, der zuletzt beim HC Sparta Prag in der tschechischen Extraliga unter Vertrag stand. Sein Cousin Miroslav und sein Schwager David Výborný sind ebenfalls Eishockeyspieler, sein Schwiegervater František Výborný ist Eishockeytrainer.

## Karriere

### Anfänge und Erfolge bei Sparta Prag
Jaroslav Hlinka begann im Alter von vier Jahren mit dem Eishockeyspiel und bekam mit 14 Jahren ein Angebot des HC Sparta Prag, für dessen Juniorenmannschaft zu spielen. Hlinka durchlief daraufhin die Nachwuchsmannschaften des Vereins und gab in der Saison 1994/95 sein Debüt in der tschechischen Extraliga. In den folgenden Jahren spielte er vor allem für Sparta, hatte aber auch immer wieder Einsätze bei Teams der zweitklassigen 1. Liga, wie HC Slovan Ústí nad Labem oder HC Berounští Medvědi. In der Spielzeit 1999/2000 gewann er mit Sparta seinen ersten tschechischen Meistertitel und steuerte zu diesem Erfolg 57 Scorerpunkte bei. Zwei Jahre später konnte der HC Sparta Prag diesen Titelgewinn wiederholen und Hlinka wurde mit 45 Assists bester Vorlagengeber der Liga. In 13 Playoff-Spielen erreichte er weitere 15 Scorerpunkte und trug damit maßgeblich zum Gewinn des Meistertitels bei.

### Wechsel ins Ausland
Aufgrund dieser herausragenden Leistungen entschloss sich das Management der Kloten Flyers, Hlinka unter Vertrag zu nehmen. Zwischen 2002 und 2006 absolvierte er 121 Spiele in der Nationalliga A für Kloten, in denen er 48 Tore erzielte und 78 Vorlagen gab. Unterbrochen wurde diese Zeit in der Schweiz nur durch die Spielzeit 2004/05, die er beim russischen Superligisten Ak Bars Kasan verbrachte. Ende der Saison 2005/06 bat er um Auflösung seines Vertrages in Kloten und wechselte zu seinem Heimatverein, mit dem er einen weiteren Meistertitel gewann. In der folgenden Spielzeit wurde er sowohl Topscorer der Extraliga, als auch Top-Vorlagengeber der Playoffs und fügte seiner Titelsammlung einen weiteren Meistertitel mit Sparta hinzu.
Diese herausragenden Leistungen in der höchsten Spielklasse Tschechiens bewogen das Management der Colorado Avalanche, Hlinka für die Saison 2007/08 zu verpflichten. Am 3. Oktober 2007 erzielte er seine ersten beiden NHL-Scorerpunkte gegen die Dallas Stars. Im gleichen Monat, am 23. Oktober, erzielte er dann auch sein erstes NHL-Tor gegen die Edmonton Oilers. Bei der Avalanche spielte er meist zusammen mit seinem Landsmann Milan Hejduk und Paul Stastny, der slowakische Wurzeln hat, in einer Linie.

### Führungsspieler beim Linköpings HC und bei Sparta Prag

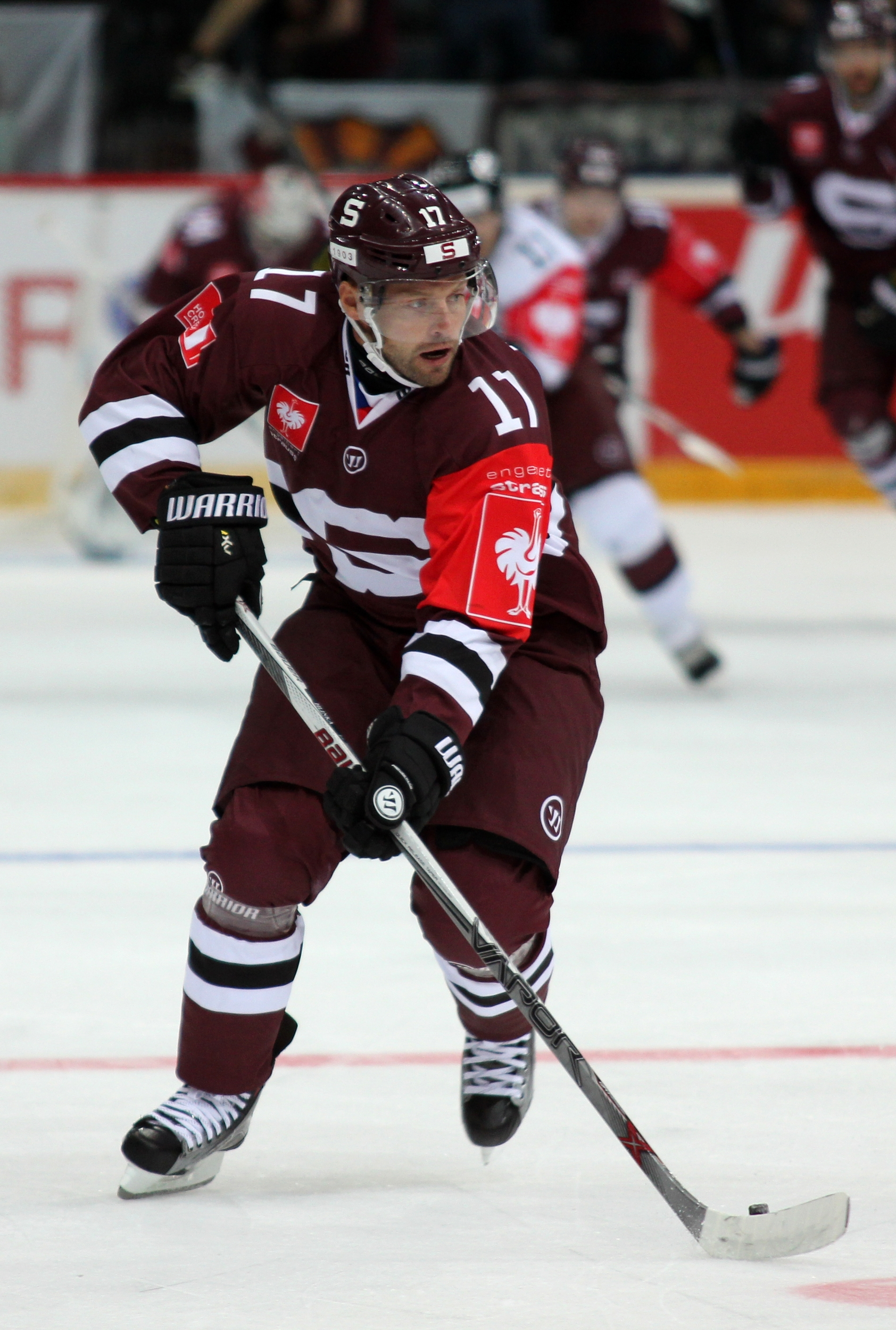
Hlinka im Trikot des HC Sparta Prag, 2015

Im Mai 2008 unterzeichnete Hlinka einen Zweijahresvertrag bei Linköpings HC aus der schwedischen Elitserien, wo er auf seinen ehemaligen Trainer Slavomír Lener traf. In der Saison 2008/09, seiner ersten beim LHC, führte Hlinka mit 55 Punkten die Scorerwertung seines Teams an und verzeichnete die meisten Vorlagen ligaweit. Zu Beginn der folgenden Spielzeit wurde er aus Steuergründen an seinen Heimatverein ausgeliehen, kehrte Ende September 2009 zum LHC zurück  und erzielte in der Hauptrunde 50 Scorerpunkte in 41 Spielen. 
Am 8. August 2012 kehrte Hlinka abermals zu Sparta Prag zurück, erhielt diesmal aber zunächst einen Probevertrag bis November 2012, der später bis zum Ende der Saison 2012/13 verlängert wurde. Bei Sparta agiert Hlinka seit 2013 als Assistenzkapitän und gehörte mit 4 Scorerpunkten aus 8 Spielen zu den besten Spielern seines Teams bei der Champions Hockey League 2014/15. Ab 2015 war er Mannschaftskapitän von Sparta und erreichte mit dem Klub 2016 die Vizemeisterschaft. In der Saison 2017/18 ließen seine Offensivleistungen stark nach, so dass er im April 2018 keinen neuen Vertrag erhielt.

### International
Jaroslav Hlinka hat neben seinen Erfolgen mit Sparta Prag auch bei internationalen Titelkämpfen überzeugt: Für die tschechische Nationalmannschaft spielte er zwischen 2001 und 2009 bei acht Eishockey-Weltmeisterschaften und gewann jeweils eine Gold- und eine Silbermedaille.
Seit 2009 kommt Hlinka sporadisch bei Länderspielen der Euro Hockey Tour zum Einsatz. Insgesamt hat Hlinka 145 Länderspiele für Tschechien absolviert, in denen er 29 Tore erzielt hat.

## Erfolge und Auszeichnungen
| - 2000 Tschechischer Meister mit dem HC Sparta Prag - 2001 Goldmedaille bei der Weltmeisterschaft - 2002 Tschechischer Meister mit dem HC Sparta Prag - 2002 Bester Vorlagengeber der Extraliga (45) - 2006 Tschechischer Meister mit dem HC Sparta Prag - 2006 Topscorer (16) und Bester Torschütze (10) der Extraliga-Play-offs - 2006 Silbermedaille bei der Weltmeisterschaft | - 2007 Topscorer (57) der Extraliga-Hauptrunde - 2007 Tschechischer Meister mit dem HC Sparta Prag - 2007 Bester Vorlagengeber (12) der Extraliga-Play-offs - 2007 Wertvollster Spieler der Extraliga-Play-offs - 2009 Bester Vorlagengeber der Elitserien - 2014 Bester Vorlagengeber der Extraliga-Hauptrunde (45) |

## Karrierestatistik

### Klub-Wettbewerbe
(Legende zur Spielerstatistik: Sp oder GP = absolvierte Spiele; T oder G = erzielte Tore; V oder A = erzielte Assists; Pkt oder Pts = erzielte Scorerpunkte; SM oder PIM = erhaltene Strafminuten; +/− = Plus/Minus-Bilanz; PP = erzielte Überzahltore; SH = erzielte Unterzahltore; GW = erzielte Siegtore; 1 Play-downs/Relegation; Kursiv: Statistik nicht vollständig)